# 蔡家宅
蔡家宅是位于海南省琼海市博鳌镇留客村的一栋近代建筑。始建于1924年，由印尼华商蔡家森四兄弟建造，至1934年方才建成。蔡家宅坐东向西，平面呈规整的长方形，由四座砖混结构、合院式建筑组成，分别是蔡家森宅、蔡家炳宅、蔡家锦宅、蔡家宏宅，总面积约为2645平方米。建筑周边分布有古井一口、莲塘一方、百果园一个及佣人房、柴房和禽畜房等一系列配套设施。蔡家宅的建筑装饰以中国传统风格为主，融入了东南亚的艺术元素，同时兼具西方设计理念，被称为“海南侨乡第一宅”。2006年5月，蔡家宅被国务院公布为第六批全国重点文物保护单位。

## 历史
1934年蔡家宅由印度尼西亚华侨富商蔡家森兄弟四人共同修建而成，1937年，抗日战争期间侵华日军占领海南，蔡氏兄弟返回印尼经商同时躲避战祸。战争时期蔡家宅被各方征用曾作为琼崖工农红军驻地，抗日游击队的交通站，日本宪兵队据点、中华民国国军团部驻地，中华人民共和国成立后还蔡家宅还曾是乐会县朝阳人民政府办公室兼朝阳乡粮所、公社公共食堂。　1982年，蔡家森曾长房儿媳蔡王普重新接管蔡家宅，2006年5月，蔡家宅被国务院公布为第六批全国重点文物保护单位。